# (8072) Yojikondo
(8072) Yojikondo (1981 GO1) – planetoida z grupy pasa głównego asteroid okrążająca Słońce w ciągu 3,69 lat w średniej odległości 2,39 au. Odkryta 1 kwietnia 1981 roku.